# Astilbe apoensis
Astilbe apoensis Hallier f.  är en stenbräckeväxt.
Astilbe apoensis ingår i släktet astilbar och familjen stenbräckeväxter. 
Inga underarter finns listade i Catalogue of Life.